# Place Rossetti
La place Rossetti est une place de Nice.

## Situation et accès
Elle est située dans le quartier du Vieux-Nice ; son code postal est 06300.

## Origine du nom
La famille Rossetti fournit de nombreuses notabilités à la ville et au comté de Nice ; c'est Charles Rossetti de Châteauneuf qui légua à la ville les terrains devant la cathédrale ; ce legs permit en 1825, la démolition de l'immeuble bâti en face de la cathédrale Sainte-Réparate, et offrir ainsi, un vrai parvis à celle-ci, tout en élargissant la place[réf. nécessaire].

## Bâtiments remarquables et lieux de mémoire
On y trouve notamment la Cathédrale Sainte-Réparate de Nice, et des restaurants.